# Peter Turrini: Rückkehr an meinen Ausgangspunkt
Peter Turrini: Rückkehr an meinen Ausgangspunkt ist ein österreichischer Dokumentarfilm aus dem Jahr 2014 von Ruth Rieser über und mit Peter Turrini. Der Film wurde unter anderem im September 2014 im Stadttheater Klagenfurt gezeigt. Die österreichische Kinopremiere erfolgte im November 2016 im Filmstudio Villach.

## Inhalt
Ausgangspunkt ist der Tonhof in Maria Saal, in dem Turrini als Teenager seine erste Begegnung mit Kunst und Kultur, der damaligen Avantgarde Österreichs erlebte. Hier führte in den späten 50er und beginnenden 60er Jahren das Künstlerpaar Maja und Gerhard Lampersberg ein offenes Haus für Schriftsteller, Maler, Komponisten – von Thomas Bernhard bis Christine Lavant, H.C. Artmann und Friedrich Cerha. Für den 15-jährigen Peter Turrini war der Tonhof ein magischer Ort, sein „erstes Zuhause – Labor, Enklave, Wiege der österreichischen Nachkriegsliteratur“. Nach dem Tod von Gerhard und Maja Lampersberg war der Tonhof lange Zeit verlassen und wird erst seit ein paar Jahren als Kulturtreffpunkt wieder genutzt. In diesem Dokumentarfilm lässt Ruth Rieser nun den Kärntner Dramatiker in den Räumen des Tonhofs zu Wort kommen, er erinnert sich an die Zeit des Aufbruchs in Literatur und Kunst, an die offene Atmosphäre des Hauses und an seine Anfänge als Dramatiker. Daneben sind Ausschnitte aus Turrinis Lesung „Bei Einbruch der Dunkelheit“, in der Turrini seine Erinnerung als Theaterstück verarbeitet hat, im benachbarten Tonhof-Stadl zu sehen.

## Auszeichnungen
- Romyverleihung 2017 – Beste Dokumentation Kino[3]

## Produktion
Für den Ton zeichnete Georg Ulbing verantwortlich, für die Maske Elfriede Martinu. Unterstützt wurde die Produktion vom Österreichischen Filminstitut, dem Land Kärnten und dem Land Niederösterreich.
Der Film wurde bei Hoanzl auf DVD veröffentlicht.